# 仲村つばき
仲村 つばき（なかむら つばき、6月27日 - ）は、日本のライトノベル作家。東京都出身、埼玉県在住。

## 経歴・人物
2012年、第14回エンターブレインえんため大賞 ガールズノベルズ部門特別賞受賞。
主な代表作は、「アラハバートの魔法使い」、『シンデレラ伯爵家』シリーズ、『廃墟』シリーズなど。

## 作品リスト

### 小説
- アラハバートの魔法使い(ビーズログ文庫) 
  - 第1巻
  - 第2巻 〜恋をよびこむ1億ディナール!〜
  - 第3巻 〜この愛は幾千ディナールのかがやき！〜
- シンデレラ伯爵家の靴箱館(ビーズログ文庫) 
  - 第1巻 恋する乙女は雨を待つ
  - 第2巻 荒野の乙女は夢をみる
  - 第3巻 仮面の乙女は真を歌う
  - 第4巻 小さき乙女は神を知る
  - 第5巻 偽りの乙女は時をかける
  - 第6巻 彼方の乙女は愛おしき
  - 第7巻 乙女は新たな靴を履く
- 杖と林檎の秘密結婚(ビーズログ文庫)
  - 第1巻 神に捧げる恋の一皿
  - 第2巻 新婚夫婦のおいしい一皿
- 刀剣乱舞-ONLINE- ノベル&イラストアンソロジー 〜桜〜(ビーズログ文庫)
- ひみつの小説家の偽装結婚　恋の始まりは遺言状！？（集英社コバルト文庫）
- ひみつの小説家と葡萄酒の貴公子(集英社コバルト文庫,電子オリジナル)
- 王国の調香師　あなただけの香り、お作りします。(ビーズログ文庫)
- 男装令嬢のクローゼット　白雪の貸衣装屋と、「薔薇」が禁句の伯爵さま。（集英社コバルト文庫）
- 漫画家先生とメシスタント(富士見L文庫)
- おとぎ草子、よろずお届け処　従となるは美しき犬神(富士見L文庫)
- 廃墟の片隅で春の詩を歌え(集英社コバルト文庫,電子オリジナル)
  - 第1巻 愚かなるドードー
  - 第2巻 雪降らすカナリア
  - 第3巻 女王の鳥籠
- ベアトリス、お前は廃墟の鍵を持つ王女（集英社オレンジ文庫）
- ジギタリスの女王に忠誠を　修道院の王位継承者(富士見L文庫)
- 廃墟の片隅で春の詩を歌え（集英社オレンジ文庫）
  - 上巻 王女の帰還
  - 下巻 女王の戴冠
- 王杖よ、星すら見えない廃墟で踊れ（集英社オレンジ文庫）
- クローディア、お前は廃墟を彷徨う暗闇の王妃（集英社オレンジ文庫）
- 神童マノリト、お前は廃墟に座する常春の王（集英社オレンジ文庫）

### 漫画原作
- 出オチキャラだったはずなのに、今やすっかり聖女です（デジタルマーガレット）